# Asphodelus (Band)
Asphodelus ist eine 2012 als Cemetery Fog gegründete Death-Doom- und Gothic-Metal-Band.

## Geschichte
Die im Jahr 2012 in Hamina als Cemetery Fog gegründete Band Asphodelus veröffentlichte in den ersten Jahren ihrer Aktivität eine Reihe Demobänder sowie die über Iron Bonehead Productions erschienene EP Towards the Gates bevor sie sich nach dem Ausstieg von zwei Gründungsmitgliedern in Asphodelus umbenannte. Unter dem neuen Namen veröffentlichte die Band in Kooperation mit Iron Bonehead Productions im Jahr 2016 ein weiteres Demo sowie die EP Dying Beauty & the Silent Sky. Nach einem weiteren Demo erschien 2019 das Debütalbum der Band Stygian Dreams über Terror from Hell Records. Das Album wurde international besonders positiv aufgenommen. Das Lob variierte von der Beschreibung als „ein gutes, solides Album“ durch Riccardo Veronese für Doom-Metal.com über die Nennung als besonders kraftvoll durch Vince Bellino für Decibel und „das zweitbeste Melodic-Death-Doom-Album des Jahres nach Pulchra Morte“ hin zur Titulierungen als „wirklich überzeugendes Weltklasse-Album“, oder „Göttlich, göttlich und noch göttlicher“.
Am 25. August 2023 erschien mit Sculpting from Time das zweite Studioalbum der Band, diesmal über Hammerheart Records. Erneut lobten Rezensenten das Album weitreichend. Für Burn Your Ears schrieb Helge, dass es Asphodelus gelungen sei, sich „noch einmal [zu] steigern“. Tim Otterbeck schrieb für Metal.de, dass der Band ein „Spagat, um sowohl Genreveteranen als auch Neulingen“ zu überzeugen gelänge und Sculpting from Time ein frühes „Herbst-Highlight“ darstelle. Tom Lubowski schrieb hingegen für Metal Hammer, dass die Band dem Stil der frühen 1990er Jahre „ebenso puristisch wie eingängig“ verkörpere.

## Stil
Asphodelus spielt „Gothic-Death-Doom-Metal der alten Schule“ in Anlehnung an das Frühwerk von Katatonia, Anathema, My Dying Bride und Tiamat. „Alte PARADISE LOST, alte TIAMAT, alte Großtaten des doomigen Death Metal [stünden] eindeutig Pate und ASPHODELUS stolz zu diesem Sound.“
Dazu vermengt die Band „traurige Melodien mit Death-Metal-Riffs“ und gutturalem Gesang. Dabei wird der Stil als umfassende und gelungene Reminiszenz an die Entstehungsphase des Gothic Metal beurteilt, „selbigem aber […] durch prägende Keyboards und temporeiche Dynamik einen eigenen Stempel aufdrückt.“

„Asphodelus verstehen es gekonnt, an die frühen Tage der atmosphärischen Death-, Doom- und Gothic-Gemengelage anzuknüpfen, ohne dabei in bloße Kopien ihrer offenkundigen Vorbilder zu verfallen.“

## Diskografie
Als Cemetery Fog
- 2013: Journey to Hell (Demo, Akne Productions)
- 2013: Sepulchral Full Moon (Demo, Selbstverlag)
- 2013: Shadows from the Cemetery (Demo, Iron Bonehead Productions)
- 2014: Towards the Gates (EP, Iron Bonehead Productions)

Als Asphodelus
- 2016: Promo EP 2016 (Demo, Iron Bonehead Productions)
- 2016: Dying Beauty & the Silent Sky (EP, Iron Bonehead Productions)
- 2017: The Veil Between the Worlds (Demo, Terror from Hell Records)
- 2019: Stygian Dreams (Album, Terror from Hell Records)
- 2023: Sculpting from Time (Album, Hammerheart Records)